# Вилијамс Ф1
Вилијамс је назив за британски формула 1 тим.
Пун назив тима је Вилијамс Гранд При Инжењеринг (енгл. Williams Grand Prix Engineering Ltd.).
Оснивач и власник тима био је сер Френк Вилијамс. Након одласка оснивача 2020. године, Вилијамс Група је променила власништво. Данас тим воде Џејмс Воулс као шеф а главни инжењер је Пат Фрај.
Тим учествује у тркама формуле 1 од 1977. године.
Најзначајнији период тима је био у периоду од 1980. до 1997. када су освојили седам титула возача и девет титула у категорији конструктора.

## 1977. Форд-Косфорт ера
У првој сезони за екипу је возио само један возач:
- 27 Патрик Нев

Вилијамс је у дебитантску 1977. сезону ушао са прилагођеним Марчовим болидом. Усамљен Патрик Нев појавио се у 11 трка те године, почевши од Велике награде Шпаније. Нови тим није успео да освоји нити један бод, достигавши најбоље 7. место на Великој награди Италије.

## 1978.
Френк Вилијамс није подужио уговор са Невом па је једини возач у екипи био:
- 27 Ален Џонс

За 1978. технички директор Патрик Хед конструисао је први Вилијамсов болид ФВ06. Вилијамс је потписао уговор са Аустралијанцем Аленом Џонсом који је претходне године освојио Велику награду Аустрије за Шедоу. Џонс је своју прву трку за екипу возио на Великој награди Аргентине кренувши са 14. места али је у току трке морао одустати због квара на доводу горива. Тим је своје прве бодове у првенству успео да заради две трке касније на Великој награди Јужне Африке на којој је Џонс завршио као четврти. Вилијамсов возач је први пут успео да се попне на победничко постоље на Великој награди Америке где је Аустралијанац завршио као други. Тим је годину завршио на деветом месту у Првенству Конструктора са завидних 11 бодова, док је Ален Џонс био 11. у појединачној конкуренцији. При крају 1978. Френк Вилијамс довео је у екипу Френка Дернија који је у наредном периоду правио друштво Патрику Хеду у развојном одељењу.

## 1979.
Пошто је Вилијамс добио пуноправно чланство у Удружењу Конструктора Формуле 1 (ФОЦА) стекао је право на два возача. Екипу су чинили:
- 27 Ален Џонс
- 28 Клеј Регацони

Хед је заједно са Френком Дернијем осмислио ФВ07 за 1979. подигавши на виши ниво аеродинамички развој и бочне усиснике ваздуха. Ово је био први Вилијамсов болид са ефектом пријањања, начином израде прво представљеном од стране Лотуса. Од седме трке, Велике награде Монте Карла тим наступа са два возача. Други возач Регацони а својој првој трци за Вилијамс завршава тик иза победника, Јужноафриканца Џодија Шектера. Следеће недеље у Дижону оба возача су завршила у бодовима по први пут у историји тима. Прва победа екипе десила се на Великој награди Велике Британије, домаћој трци- када је Регацони ушао у циљ скоро 25 секунди пре првог пратиоца.
Већи успеси су уследили када су Вилијамсови болиди завршили као први и дуги наредне недеље у Хокенхајму, Ален Џонс две секунде испред Регацонија. Џонс је затим донео трећу победу у низу на Остерајхрингу завршивши трку пола минута испред Ферарија Жила Вилнева Три победе у низу постају убрзо четири две недеље касније у Зандфорту, Ален Џонс побеђује са значајном предношћу испред Џоди Шектеровог Ферарија. Победнички низ се завршио у Монци где је Ферари остварио двоструку победу а Вилијамс био трећи Ален Џонс је у Монтреалу остварио још једну победу у сјајном двобоју са Вилневом током целе трке и тако заокружио одличну годину за тим.
Вилијамс је на крају озбиљно поправио своју позицију у Првенству Конструктора завршивши осам места боље пласиран него лане. Ален Џонс је био најбржи пратилац неприкосновеног Фераријевог двојца, другопласираног Вилнева и освајача наслова најбољег, Џодија Шектера.

## 1980.
И поред запажених резултата уговор са Регацонијем није продужен тако да је возачку поставу чинио тандем:
- 27 Ален Џонс
- 28 Карлос Ројтман

Екипа је нову 1980. почела добро. Џонс је добио прву трку у Аргентини. Аустралијанац је добио још четири трке:Пол-Рикар, Брендс Хеч, Монтреал и последњу трку у години на Воткинс Глену Џонс је тако постао први од седам Вилијамсових возача који је освојио []лов првака у појединачној конкуренцији, 17 бодова испред Нелсона Пикеа у Бребему. Вилијамс је такође освојио свој први наслов у Првенству Конструктора сакупивши 120 бодова, скоро дупло више од другопласираног Лижијеа.

## 1981.
Победнички тим није се мењао:
- 1 Ален Џонс
- 2 Карлос Ројтман

Двојац је победио на четири трке за Вилијамс у 1981. години. Ален Џонс добио је трку на отварању сезоне, у Лонг Бичу и последњу у Лас Вегасу. Док је Карлос Ројтман победио на другој трци по реду,Жакарепагви и петој у Золдеру. Вилијамс је одбранио наслов првака у категорији Конструктора, сакупивши 95 бодова, 34 више од другопласираног Бребема.

## 1982.
Алан Џонс се повукао из такмичења што је у кадровском смислу резултирало да су четири возача возили болиде Вилијамса у тој сезони. Они су:
- 5 Карлос Ројтман (прве две трке)
- 5 Марио Андрети (једна трка - Лонг Бич)
- 5 Дерек Дили (од ВН Белгије до краја сезоне)
- 6 Кеке Розберг (пропустио само Имолу због бојкота)

Џонса је заменио Финац, Кеке Розберг који претходне године у првенству није имао нити један једини бод. Нестварно изгледа али Розберг је 1982. завршио као Светски првак победивши само на Великој награди Швајцарске иако је вожено укупно 16 трка! Четврто место тима у генералном пласману (16 бодова иза првог Ферарија) и није тако лош резултат с обзиром на промене возача у току сезоне.
При крају сезоне Френк Вилијамс је саопштио да му за такмичење на врхунском нивоу у Формули 1 треба подршка великих играча као што су Рено или БМВ. Они би његову екипу могли снабдети моторима са турбопуњачем.

## 1983. Сарадња са Хондом
Пошто је сарадња са Дереком Дилијем била само привремена у екипу се вратио стари знанац чика Френка. Екипу су за ову годину чинили:
- 1 Кеке Розберг
- 2 Жак Лафит
- 42 Џонатан Палмер (једна трка - ВН Европе)

Френк Вилијамс се обратио Хонди, која је развијала сопствени турбо В6 мотор у сарадњи са екипом Спирит. Договор између Вилијамса и Хонде коначно је склопљен почетком 1983. а агрегати су екипи били на располагању за наредну годину. До тада,за текућу 1983. тим је наставио да користи Фордове моторе осим за задњу трку у Јужној Африци на којој је Кеке Розберг био пласиран на охрабрујуће 5. место. Екипа је завршила годину као 4. у Првенству Конструктор сакупивши 36 бодова укључујући победу Розберга на Великој награди Монте Карла.

## 1984.
У 1984. поставу су чинили исти возачи:
- 5 Жак Лафит
- 6 Кеке Розберг

За 1984. Хед је осмислио слабо управљиви ФВ09. Кеке Розберг је победио на Великој награди Даласа и успео је да буде други на отварању првенства у Бразилу. Розбергов колега из екипе Жак Лафит годину је завршио као 14. у Првенству Возача са пет бодова. Тим је завршио на шестом месту са 25,5 поена док је Розберг сезону завшио као осми у појединачној конкуренцији.

## 1985.
Жак Лафит се као ветеран преселио у Лижије док је у екипу стигао Легенда. Возачку поставу су чинили:
- 5 Најџел Менсел
- 6 Кеке Розберг

У 1985, Хед је осмислио ФВ10, прву шасију код које је примењена технологија угљеничних влакана патентираних од стране Мекларена. Тим је забележио четири победе, од којих је Розберг освојио Детроит и Аделејд а Менсел узео Велику награду Европе и Велику награду Јужне Африке. Вилијамс је завршио као трећи у Првенству Конструктора са скупљених 71 бодом.
У току квалификација за Британски гран-при у Силверстоуну, Розберг је извезао невероватно брзо круг дужине 4,719 км за 1 минут, 5 секунди и 591 хиљ. делова возећи просечном брзином од 259 км/ч, најбрже у Формули до тада.
Од 1985. па до краја 1993. Вилијамсови болиди су били препознатљиви по жуто-плаво-белој боји и натписом Кенон у првом плану.

## 1986.
Кеке Розберг се одлучио за одлазак у Мекларен док је тим потписао уговор са једним великим именом! Поставу су чинили:
- 5 Најџел Менсел
- 6 Нелсон Пике

У марту 1986. Френк Вилијамс је суочио са највећим изазовом у животу. Док се враћао на аеродром у Ници, после пред-сезонске провере на стази Пол Ришар учествовао је у саобраћајној несрећи која га је оставила парализованог. Наредних скоро годину дана он је провео у болници. Упркос његовом изостанку поред стазе, екипа Вилијамса побеђује на девет Великих награда и осваја Првенство Конструктора. Такође, Најџел Менсел је био јако близу освајања наслова и у Првенству Возача али му је експлозија задње леве гуме на последњој трци у Аустралији то онемогућила. Нелсон Пике, Менселов друг и колега из екипе имао је исто прилику за коначан тријумф али је морао да сврати у бокс. То је омогућило Алену Просту да успешно одбрани наслов првака без обзира што је возио лошији болид.

## 1987.
Добар тандем није било потребно мењати. У овој години за тим су возили:
- 5 Најџел Менсел
- 5 Рикардо Патрезе (последња трка - ВН Аустралије)
- 6 Нелсон Пике

1987. донела је сарадњи Вилијамс-Хонда први и једини наслов у Првенству Возача и то у руке Нелсона Пикеа. Пике је победио на три трке и скупио 76 поена -73 после збирне листе (рачунали су се резултати из 11 најбољих трка) у вези са Првенством у појединачној конкуренцији. Његов друг из екипе Менсел био је други у генералном пласману са шест победа и 61 бодом. Екипа је другу годину заредом освојила и Првенство Конструктора, сакупивши 137 бод, 61 од најближег пратиоца Мекларена. Упркос овом успеху, Хонда је окончала своју сарадњу са Вилијамсом у корист Мекларена, а и даље сарађујући са Лотусом.

## 1988. Џадови мотори
Због несугласица око првенства у самој екипи Нелсон Пике прелази у Лотус док сарадња са Италијаном добија трајнији карактер. Те године за тим су возили:
- 5 Најџел Менсел
- 5 Мартин Брандл (једна трка - ВН Белгије)
- 5 Жан-Луи Шлесер (једна трка - ВН Италије)
- 6 Рикардо Патрезе

У немогућности да направи договор са другим врхунским произвођачем агрегата, Вилијамс је користио атмосферски пуњене Џадове моторе за 1988. сезону. То их је оставило са значајним недостатком могућност у поређењу са њиховим противницима који су користили турбо моторе. Лотус у који је прешао Пике задржао је снажне Хондине моторе из претходне године. Екипа није имала ниједну победу и завршила је седма у Првенству Конструктора са 20 бодова. Врхунац године су била два друга места Менсела на британској и шпанској Великој награди.

## 1989. Доба славе са Реноом
Легенда је на опште изненађење свих у тиму претходне године потписао за Ферари. Тако да је постава за 1989. годину била:
- 5 Тери Бутсен
- 6 Рикардо Патрезе

Прва Гран при Реноовог мотора у Бразилу била је једна од оних које је екипа требало да заборави: Бутсен је одустао после квара на мотору а Патрезе после проблема са алтернатором након што је водио и трку почео као други. Екипа Вилијамс-Рено је успела да се врати на прави колосек са Бутсеном који је завршио као четврти у следећој трци на Имоли, освојивши том приликом за тим три поена у првенству. Две трке касније на Великој награди Мексика, тим је успео да се попне на прво победничко постоље са Реноовим мотором, с обзиром да је Патрезе завршио на другом месту, 15 секунди иза Ајртона Сене. Следеће недеље Патрезе је поново завршио трку као други иако је кренуо као 14. док је Бутсен завршио као шести. У шестој рунди у Монтреалу, Вилијамс не само да је постигао прву победу са новим мотором, него и прву двоструку победу у историји екипе: Белгијанац је био први а Италијан одмах иза њега, што је донело Вилијамсу 15 бодова тимској конкуренцији. Вилијамс је завршио на другом месту у Првенству Конструктора, са укупно 77 поена; 64 поена иза Мекларена. Патрезе је годину окончао као трећи у Првенству Возача са 40 поена, 41 поена иза Светског првака за 1989, Алана Проста. Бутсен је на крају био пети са 37 поена, после победе последњег викенда у Аделајду. Бутсенов тријумф значио је да је екипа из Оксфордшира обележила почетак и крај деценије у Аустралији својим победама.

## 1990.
Састав екипе остао је непромењен. За тим су у 1990. возили:
- 5 Тери Бутсен
- 6 Рикардо Патрезе

Иако је Патрезе освојио Велику награду Сан Марина а Бутсен кренуо као први у Мађарској екипа је скупила 20 бодова мање него претходне године и завршила у Првенству Конструктора два места слабије пласирана. У Првенству Возача, Бутсен је био шести са 34 поена док је Патрезе заузео седмо место са скромна 23 бода.

## 1991.
Тери Бутсен је постао вишак и преселио се у Лижије а будућа звезда се вратио у екипу. За тим суу 1991. возили:
- 5 Најџел Менсел
- 6 Рикардо Патрезе

Поред повратка Менсела Вилијамс такође доводи, као пробног пилота будућег Светског првака за 1996. Дејмона Хила. Екипа није успела да кроз циљ првој Великој награди сезоне у Финиксу Оба возача су одустала услед проблема са мењачем. Патрезе се врло брзо вратио на прави пут јер је већ следеће недеље трку у Интерлагосу завршио као други иза Сене у Мекларену. Те године у Сан Марину поново оба возача нису завршила трку. Менсел је доживео удес а Патрезе имао проблем са електроником болида. У Монаку Менсел је завршио у бодовима, прошавши кроз циљ одмах иза победника Ајртона Сене. На следећој трци, Великој награди Канадеу Монтреалу оба Вилијамса су кренула из првог реда да би Патрезе одустао због проблема са мењачем а Менсел иако је водио до задњег круга морао да заустави болид због квара на електроници. На Великој награди која је уследила, у Мексику Вилијамс је остварио двоструку победу. Патрезе је у циљ ушао испред Менсела екипа је том приликом додала 16 бодова на свој конто. Тим је потом направио низ тријумфа. Менсел побеђује у Француској пет секунди испред Простовог Ферарија. Британац онда поново побеђује код куће, четири године након последњег тријумфа тамо. Три узастопне победе ускоро су постале четири када је Менсел прошао први кроз циљ у Немачкој, 10 секунди испред првог пратиоца и клупског колеге Патрезеа. Сена је победом у Мађарској, пет секунди испред Менсела прекинуо тај победнички низ. Менсел је касније добио Велику награду Италије и пехар у Шпанији. Док је Патрезе победио на Великој награди Португала пошто су Менселов наступ упропашћен од стране механичара који су направили грешку са пнеуматиком. Вилијамс је завршио као други у Првенству Конструктора са укупно 125 бодова, 14 мање од првог Мекларена. Други је на крају био и Менсел у појединачној конкуренцији са сакупљена 72 бода, 24 мање од Сене.

## 1992.
У 1992. Вилијамс је направио искорак задржавши успешан тандем возача. За екипу су возили:
- 5 Најџел Менсел
- 6 Рикардо Патрезе

На првој трци у Јужној Африци Менсел је засенио све пошто је кренуо као први и као такав и прошао кроз циљ, 24 секунде испред тимског колеге Патрезеа. Менсел је нанизао пет тријумфа. После Африке следили су: Мексико Сити, Интерлагос, Каталуња и на крају Имола. Патрезе је свуда био другопласирани осим на ВН Шпаније где је после окретања на стази одустао. Менселових пет победа у првих пет трка је значио нови рекорд у Формули 1 Сена је добио следећу трку у Монаку испред оба Вилијамса који су завршили као други и трећи. У Канади, оба Вилијамса нису завршила трку: Менсел је улазећи у задњу кривину завршио ван стазе (тврдио је да га је Сена намерно изгурао)док је Патрезеу отказао мењач. Менсел је уз освојену британску круну и још три победе подигао лествицу за неке млађе који долазе. (Задње одмеравање снага те године у Аделејду Вилијамси опет нису завршили. Менсела је избацио Сена пошто се намерно закуцао у његов задњи крај док је Патрезе имао проблема са електроником болида.) Екипа је тријумфовала у категорији конструктора са освојених 164 бода, чак 65 више од првог пратиоца Мекларена. Менсел је постао Светски првак уз Патрезеа који је на крају био други са 56 поена. Британац је поставио нови најбољи резултат што се тиче броја победа једног возача у једној сезони.

## 1993.
Вилијамс је био на врхунцу и могао је да бира кога жели! Светски првак Најџел Менсел напустио је екипу и отишао да вози у КАРТ серију због нетрпељивости према новоангажованом пилоту док се Рикардо Патрезе склонио у Бенетон. Нова постава је била спој младости и искуства а чинили су је:
- 0 Дејмон Хил
- 2 Алан Прост

Вилијамс ФВ15Ц је био потпуно надмоћан аутомобил, са активним вешањем и системом контроле проклизавања био је испред свог времена. Прост је на првој својој трци за тим у Јужној Африци победио и оставио прашину иза себе. Као и Менсел претходне године, кренуо је као први и прошао кроз циљ са минутом предности испред Сене који је био други. На следећој Великој награди Бразила виђен је Простов судар са Минардијем Кристјана Фитипалдија по киши и прво победничко постоље Дејмона Хила који је трку завршио 12 секунди иза првог Сене. Три од наредна четири трофеја за Вилијамс подигао је Прост док је једном најбољи био Сена. Прост и Хил су касније остварили двоструку победу за Вилијамс у Француској, једину те године. Прост је наставио са победама у Силверстоуну и Хокенхајму. Испоставило се да је Хил доказао доста конкурентан, посебно у другом делу године. Механички проблеми коштали су га победа у Британији и Немачкој али су Мађарска, Белгија и Италија биле његове. Те победе су Британца довеле на друго место у генералном пласману и дале му прилику да се бори чак и за наслов првака. Али Вилијамсови аутомобили до краја године више нису побеђивали. Млади Михаел Шумахер је тријумфовао у Португала док је Сена победио у Јапану и Аустралији и тиме претекао Хила по броју бодова. Вилијамс је задржао наслов у конкуренцији конструктора 84 бода испред Мекларена. А Прост је место најбољег зацементирао у Португалу док је Сена био другопласирани са 26 поена заостатка.
Завршила се и сарадња са Кеноном као главним покровитељем тима.

## 1994.
У Вилијамс по наслов првака и онда у пензију! Као што се десило са Најџелом Менселом на крају 1992. претходна година је за Алена Проста значила опроштај од такмичења. Французовим одласком самба је требало да буде главни ритам али.. За тим су ове сезоне возили:
- 0 Дејмон Хил
- 2 Ајртон Сена (прве три трке)
- 2 Дејвид Култард (ВН Шпаније, ВН Канаде и ВН УК - ВН Португала)
- 2 Најџел Менсел (ВН Француске и ВН Европе - ВН Аустралије)

У току такмичарске 1994. године Вилијамс је користио ФВ16 (развијен пред почетак) и ФВ16Б (са краћим бочним пропусницима ваздуха и прилагођене висине пода, развијеног у току сезоне).
Пошто је сарадња са Кеноном завршена главни покровитељ тима за текућу годину постао је произвођач дувана Ротманс Интернешенал и њихов назив је постао заштитни знак екипе од 1994. до 1997.
Одласком Проста отворила се могућност и Вилијамс је потписао једногодишњи уговор са Ајртоном Сеном. С обзиром да је екипа освојила два претходна Светска Првенства са далеко најбољим аутомобилима, природно и очекивано је било да Сена оствари сличан резултат са Дејмоном Хилом као колегом и најближом подршком. Иначе, Прост,Сена и Хил су тријумфовали заједно на свим тркама претходне године, осим на једној, коју је освојио Бенетонов возач Михаел Шумахер.
Провере пред почетак године показале су да је ФВ16 брз али тежак за вожњу. ФИА је била забранила електронски оперативна помагала возачима као што су:активно вешање, контрола проклизавања и АБС, да би надметање учинила зависнијим од вештине самих возача. То су била та техничка унапређења која су Вилијамс у претходним годинама чинила најбољим. Са њиховим уклањањем у 1994. болиди више нису били добро управљиви, како су приметили други возачи у Ф1 болид није имао уопште стабилан задњи део. Сам Сена је имао бројне замерке да је Вилијамс ФВ16 имао мањкавости које би требало дотерати. Било је очигледно да ФВ16, после промене прописа и забране активног вешања и контроле проклизавања не поседује никакву надмоћ ФВ14Б и ФВ15Ц, аутомобила који су му претходили. Изненађење на проверама је представљао Бенетон-Форд који је био мање снажан али више окретан него Вилијамс.
Прве четири трке добио је Михаел Шумахер у Бенетон-Форду. Сена је кренуо као први у прве две недеље али ниједном није успео да трку и заврши. У трећој трци, Великој награди Сан Марина 1994. у Имоли, Сена је поново кренуо са првог места али је био учесник кобног судара у другој кривини након извежених 6 кругова. Последице Сенине погибије су биле веома озбиљне и по сам тим јер је италијански тужиоци покушали да Фрека Вилијамса терете за убиство без предумишљаја, случај који није био закључен до 2005. На наредној трци у Монте Карлу, Дејмон Хил је био једини Вилијамс који је кренуо из поштовања према Сени и већ у првом кругу паркирао свој болид. Од Сенине смрти све Вилијамсове формуле носиле су Сенину слику на својим каросеријама у његову част и означавале наставак подршке Сенином институту.
Наредна недеља и трка у Шпанији, Вилијамс је за новог клупског друга Д. Хила довео пробног возача Дејвида Култарда. Хил је овде остварио прву екипну победу у години са скоро пола минута предности над Шумахеровим Бенетоном, док је Култард одустао због проблема са ел. напајањем. У Монтреалу оба Вилијамса су освојила бодове по први пут. Хил је био други а Култард је завршио као пети. У Француској, Најџел Менсел је заменио Култарда(у првом од четири наступа) на захтев Реноа. На Силверстоуну, Дејмон Хил је успео оно што је измакло његовом оцу, двоструком Прваку Света у Формули 1, Грему Хилу, тријумфујући на Великој награди Велике Британије. Хил је сустигао Шумахера у генералном пласман су Немцу одузети бодови у Франкошампу пошто су контролори пронашли неправилности у поду његовог болида. Казна је укључила забрану вожње у следеће две трке и Хил је то искористио побеђујући у Италији и Португалу.
Три трке пред крај, првак из 1992. Најџел Менсел вратио се из КАРТ серије (где је сезона бола завршена) да замени Култарда до окончања године. Менсел ће добијати отприлике 2 200 000 дин. по трци, док је Хилова годишња плата била 765 000 дин. иако је Хил остао први возач тима.
Шумахер се вратио после издржане казне на Великој награди Европе коју је добио са 25 секунди предности и вратио се у водство у ген. пласману са 5 бодова предности пред претпоследњу недељу у Јапану. Трка у Јапану је вожена по олујној киши. После поновљеног старта Хил је стигао први са три секунде испред другог Шумахера. Пред задњу трку у Аделејду Шумахер је имао један једини бод предности. Менсел је кренуо као први али је лоше почео трку што је довело до директне борбе Хила и Шумахера за наслов првака у 1994. Негде на средини трке Шумахер је се преварио и ниско подешавање силе пријањања није му се нарочито исплатило. Он је изгубио контролу над болидом и у петој кривини (Хил то није видео) имао је додир са зидом. Пошто се Шумахер извукао Хил се појавио иза угла и покушао да га претекне у наредној кривини. Шумахер се није дао што је довело до судара (Бенетон је завршио у зиду а Вилијамс је морао да одустане због деформисаног вешања), што је значило да Шумахер остаје на крају укупно први. Овај инцидент је остао до данас споран. Неки, као Патрик Хед из Вилијамса су сматрали да је то био намеран покушај Шумахера да Хила избаци из трке. Остали, као што је коментатор Би-Би-Си-ја Мареј Вокер стали су у Шумахерову одбрану догађај сматрајући за  двобој у трци. На крају, Најџел Менсел је у другом Вилијамсовом аутомобилу у Аустралији подигао свој последњи трофеј у Формули 1.
Вилијамс је завршио као најбољи у Првенству Конструктора, трећу годину у низу са 118 бодова, док је Хил на крају био укупно други у Првенству Возача са скупљеним 91 бодом.

## 1995.
У 1995. Најџел Менсел није задржан као опција тако да су возачи били:
- 5 Дејмон Хил
- 6 Дејвид Култард

Шумахер је са новим Реноовим мотором у свом Бенетону добио прву трку године у Бразилу док је Култард био други. Било како било, обојици се није рачунао пласман пошто је установљено да их је Елф снабдео са врстом бензина која није одобрена од стране ФИА. Тако да је Герхард Бергер у Ферарију проглашен за победника. Шумахеру и Култарду су после жалбе враћени бодови алли су Бенетону и Вилијамсу као конструкторима казне остале на снази. Хил је добио наредне две трке у Аргентини и Сан Марину а касније ће добити и трке на Хунгарорингу и у Аделејду. Хил је у Аустралији добио трку са два круга предности испред свих, у једној од најубедљивијих победа у Формули 1 икада. Култард је до краја године у Есторилу за екипу Вилијамса забележио своју једину победу пре него је прешао у Мекларен.
Вилијамсову владавину окончао је Бенетон који је изабрао да уместо Фордових користи Реноове агрегате, исте као и екипа из Глостершира. Као такав,Бенетон је надмашио Вилијамс у Првенству Конструктора за 29 поена. Дејмон Хил заузео је друго место у појединачној конкуренцији, 33 бода иза Бенетоновог Михаела Шумахера.

## 1996.
Дејвид Култардје напустио екипу тако да је донекле измењена постава била:
- 5 Дејмон Хил
- 6 Жак Вилнев

За 1996. Вилијамс је имао бржи и много поузданији аутомобил, ФВ18. Уз то у тим је стигао млади Жак Вилнев, освајач КАРТ серије за 1995. Првих пет трка и пет победа! Све је узео Хил осим једне. Оливје Панис тријумфује шесте недеље у Монакупошто су оба Вилијамса одустала. Хил затим одустаје други пут заредом кад се окренуо и завршио ван стазе у Шпанији док је његов тимски колега Вилнев завршио трку као трећи. Хил и Вилнев су били убедљиви на следећој Великој награди у Канади, где су кренули као први и други и исто тако прошли кроз циљ. Вилијамс је направио поново двоструку победу пошто је Хил освојио Велику награду Француске. Вилнев је своју другу победу у Ф1 забележио у Силверстоуну пошто је Хил одустао због проблема са точком у току вожње. Хил је био победнички расположен у Немачкој док је Вилнев тријумфовао на следећој трци у Мађарској. Затим је Шумахеров Ферари био најбољи у Спа Франкошампу и Монци. Вилнев се на крају појавио као кандидат за наслов укупног првака задње недеље у Јапану али је Хил потврдио своју надмоћ победивши у трци и укупно у Првенству за 1996. до је Вилнев без једног точка био приморан да одустане.
Надмоћ Вилијамсових болида је била толика да су зацементирали Првенство Конструктора и математички су само њихови возачи могли да буду појединачно најбољи, неколико трка пред крај. Отприлике у то време, Френк Вилијамс је објавио да Хилу неће бити понуђен нови уговор по истеку важећег упркос Хиловим успесима и великим шансама за освајање Првенства Возача, тако да се Британац придружио Ероузу у 1997. Едријан Њуи је желео место руководиоца техничког дела екипе (пре него само главног моделара) али то у Вилијамсу није било могуће, јер је Патрик Хед, био су-оснивач и један од власника екипе. Мекларен је искористио прилику али је Њуи по сили закона већи део 1997. провео на принудном одмору у Вилијамсу.

## 2007. Прелазак на Тојотине моторе
У сезони 2007 за Вилијамс су возили:
- 16 Нико Розберг,
- 17 Александер Вурц
- 17 Казуки Накађима (једна трка - ВН Бразила)

Тест-возач је поред Накађиме, био и Нараин Картикејен.
Главни спонзор тима је AT&T, а у болиде се по први пут уграђивао Тојотин мотор.
Тим је сезону завршио на четвртом месту са 33 поена, док су возачи заузели 9. (Розберг), односно 11. место (Вурц) у генералном пласману.

## 2008.
За екипу су 2008. возили:
- 7 Нико Розберг
- 8 Казуки Накађима

Вилијамс је у сезони 2008 имао добрих, али и веома слабих резултата. Розберг се два пута пењао на подијум (Аустралија и Сингапур), али се тим мучио на стазама на којима доминирају брзе кривине. Вилијамс је био један од првих тимова који је прекинуо развој свог болида за 2008. због великих промена техничких правила која су ступила на снагу наредне сезоне. Екипа је 2008. годину завршила тек на осмом месту у поретку конструктора.

## 2009.
Возачка постава је у 2009. била иста као и претходне сезоне:
- 16 Нико Розберг
- 17 Казуки Накађима

Сезона 2009 је била још једна слаба за Вилијамс. Током године није освојен ни један подијум, а екипа је на крају завршила на седмом месту у поретку конструктора са 34.5 бода. На крају сезоне је тим одлучио да од 2010. вози са Косвортовим моторима, пошто је Тојота одлучила да се у потпуности повуче из Формуле 1.

## 2010. Повратак Косвортовим моторима
Нико Розберг и Казуки Накађима су напустили екипу, а нова возачка постава је била:
- 14 Рубенс Барикело
- 15 Николас Хилкенберг

Вилијамс се 2010. углавном борио у средини поретка. Поново није освојен ни један подијум, а најбољи пласман је било четврто место на Великој награди Европе. Једина светла тачка у сезони је било освајање пол позиције Николаса Хилкенберга за Велику награду Бразила. Тим је сезону завршио на шестом месту у шампионату конструктора са 69 бодова.

## 2011.
Сарадња са Николасом Хилкенбергом је завршена на крају 2010. па је возачка постава у 2011. била:
- 11 Рубенс Барикело
- 12 Пастор Малдонадо

Вилијамсову сезону 2011 најбоље описује једна реч - катастрофа. Ово је била вероватно најгора и најтежа сезона у историји овог британског тима. Бодови су освајани само у Монаку, Канади и Белгији, а Барикело и Малдонадо су на многим тркама завршавали практично на самом зачељу. На крају године је Вилијамсов биланс био: 5 поена, без подијума и девето место у шампионату конструктора.

## 2012. Повратак на Реноове моторе
Уговор са Рубенсом Барикелом није продужен након 2011. а постава у 2012. је:
- 18 Пастор Малдонадо
- 19 Бруно Сена

У јулу 2011. екипа је објавила да ће од 2012. користити Реноове моторе. Доведени су нови људи на неке кључне позиције у тиму и резултати су одмах били видљиви. Било је јасно да нови болид има добар темпо, иако у Аустралији и Бахреину нису освојени бодови услед несрећних околности. Ипак, права награда за уложени труд је стигла на Великој награди Шпаније где је Пастор Малдонадо остварио прву победу за Вилијамс од 2004.

## 2013.
Сарадња са Бруно Сеном није настављена па је возачка постава за 2013. била:
- 16 Пастор Малдонадо
- 17 Валтери Ботас

Клер Вилијамс, ћерка директора тима Френка Вијијамса именована је за његовог заменика у марту 2013. Малдонадо је задржан у екипи а придружио му се Ботас, промовисан са дотадашњег места тест возача. Екипа се мучила кроз целу сезону, упркос добрим квалификацијама на Великој награди Канаде пласману у десет најбољих на Великој награди САД, сакупивши само 5 бодова у Првенству Конструктора.

## 2014. Мерцедесови агрегати
Малдонадо није остао у тиму а поставу су чинили:
- 17 Фелипе Маса
- 77 Валтери Ботас

У мају 2013. Вилијамс потписује уговор на дуге стазе са Мерцедесом за снабдевање мотора. Немачки произвођач испоручује 1.6 литарске В6 турбо моторе од почетка наредне сезоне. Ботас је задржан као возач за 2014. а Фелипе Маса је доведен из Ферарија да замени Малдонада. Екипа је освојила своју прву пол-позицију од 2012. захваљујући Маси на Великој награди Аустрије То је такође био једини пут да је Мерцедес склоњен са првог места у квалификацијама у целој 2014. сезони. Уз Ботаса, пласираног уз бок Маси, био је то први пут од 2003. и Немачке да је екипа закључала први ред на некој трци. Уз боље перформансе тим је освојио два места на победничком постољу у Абу Дабију што им је донело треће место у Првенству Конструктора.

## 2015.
Постава је остала непромењена. А чинили су је:
- 19 Фелипе Маса
- 77 Валтери Ботас

У 2015. су поновили исто достигнуће упркос релативно лошијој форми због успона Ферарија.

## Историја

### Титуле најбољег конструктора
Вилијамс је освојио девет титула за најбољег конструктора Формуле 1.
Све титуле су освојене у периоду од 1980. до 1997. године.
- 1980. - Ален Џонс, Карлос Ројтман
- 1981. - Ален Џонс, Карлос Ројтман
- 1986. - Најџел Менсел, Нелсон Пике
- 1987. - Најџел Менсел, Нелсон Пике
- 1992. - Најџел Менсел, Рикардо Патрезе
- 1993. - Дејмон Хил, Ален Прост
- 1994. - Дејмон Хил, Аиртон Сена / Дејвид Култард / Најџел Менсел
- 1996. - Дејмон Хил, Жак Вилнев
- 1997. - Жак Вилнев, Хајнц Харалд Френцен

### Бивши возачи
За Вилијамс су возили:
- Алекс Албон, 2022-
- Николас Латифи, 2020-
- Џорџ Расел, 2019-2021
- Роберт Кубица, 2019
- Сергеј Сироткин, 2018
- Ланс Строл, 2017-2018
- Фелипе Маса, 2015-2017
- Валтери Ботас, 2013-2016
- Бруно Сена, 2012
- Пастор Малдонадо, 2011-2013
- Николас Хилкенберг, 2010
- Рубенс Барикело, 2010-2011
- Казуки Накађима, 2008-2009
- Александер Вурц, 2007
- Нико Розберг, 2006-2009
- Марк Вебер, 2005-2006
- Хуан Пабло Монтоја, 2001-2004
- Ралф Шумахер, 1999-2004
- Џенсон Батон, 2000
- Алекс Занарди, 1999
- Хајнц Харалд Френцен, 1997-1998
- Жак Вилнев, 1996-1998, шампион 1997.
- Дејмон Хил, 1993-1996, шампион 1996.
- Најџел Менсел, 1985-1994, шампион 1992.
- Дејвид Култард, 1994-1995
- Аиртон Сена, 1994
- Ален Прост, 1993, шампион 1993.
- Рикардо Патрезе, 1987-1992
- Тери Бутсен, 1989-1990
- Нелсон Пике, 1986-1987, шампион 1987.
- Кеке Розберг, 1982-1985
- Ален Џонс, 1978-1981, шампион 1980.
- Патрик Нев, 1977, (први возач тима)